# Radîslavka (Nova Ukraiinka), Rivne
Radîslavka (în ucraineană Радиславка) este un sat în comuna Nova Ukraiinka din raionul Rivne, regiunea Rivne, Ucraina.

## Demografie
Componența lingvistică a localității Radîslavka
     Ucraineană (99,12%)
     Alte limbi (0,88%)
Conform recensământului din 2001, majoritatea populației localității Radîslavka era vorbitoare de ucraineană (99,12%), existând în minoritate și vorbitori de alte limbi.